# Rzodkiew japońska
Rzodkiew japońska (Raphanus sativus var. longipinnatus) – rzodkiew japońska, daikon. Kultywar rzodkwi zwyczajnej. Jedno z podstawowych warzyw uprawianych i spożywanych w Japonii.

## Historia
Daikon pochodzi z obszaru pomiędzy Morzem Śródziemnym a centralną Azją. Do Japonii dotarł ponad tysiąc lat temu poprzez Chiny. Wyjątkową popularność zdobył w okresie Edo (1603–1868). Różne rodzaje tego warzywa rozpowszechnili podróżnicy i kupcy, ale także feudałowie (daimyō) zobowiązani przez sioguna systemem sankin-kōtai do spędzania roku na zmianę: w swoich domenach (hanach) i w Edo.
Daikon stał się jednym z podstawowych elementów ówczesnej diety, a jego uprawy rozwinęły się wokół miast. Roślina ta często ratowała mieszkańców w ciężkich czasach głodu. To dlatego w tokijskiej dzielnicy Kōtō-ku w chramie Kameido-Katori znajduje się kamienny posąg Kameido-daikonu (jednej z odmian tego warzywa), ustawiony tam jako wyraz wdzięczności mieszkańców.
Najsłynniejszym i ulubionym rodzajem tego warzywa w okresie Edo był Nerima-daikon, który świetnie nadawał się na chrupiącą marynatę takuan. Ponadto wspomagał rzemieślników i robotników w uzupełnianiu w organizmie soli, którą tracili w czasie swojej pracy. Inną słynną odmianą był wspomniany powyżej Kameido-daikon, uprawiany w Kameido (Nerima i Kameido to obecnie dzielnice Tokio). Był spożywany wczesną wiosną. Zarówno korzeń, jak i liście nadawały się do marynowania. Innym centrum uprawy tego warzywa był półwysep Miura w prefekturze Kanagawa. Miura-daikon jest naturalną hybrydą Nerima-daikonu i odmian hodowanych lokalnie, jak Koenbo i Nakabukura.
Odmiany: Nerima, Kameido i Miura były uprawiane szeroko do połowy okresu Shōwa (1926–1989). Jednakże wskutek urbanizacji, zmian diety konsumenckiej, chorób roślin i klęsk żywiołowych, ich produkcja zaczęła spadać. Ich miejsce zajął Aokubi-daikon, hybryda F1. Został uzyskany poprzez zapylenie krzyżowe dwóch czystych linii, w celu otrzymania spójnych cech. Jest odporny na choroby i eksponuje dużą część korzenia nad ziemią, co ułatwia zbiory. Jest relatywnie słodki, umiarkowanie włóknisty i delikatny.

## Galeria

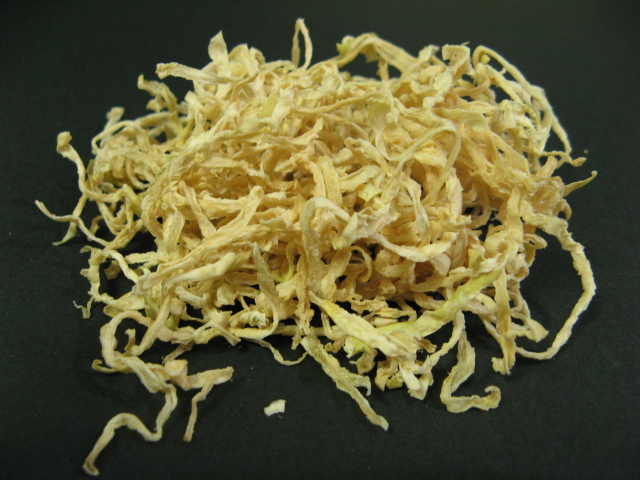
Kiriboshi-daikon (daikon cienko krojony i suszony)
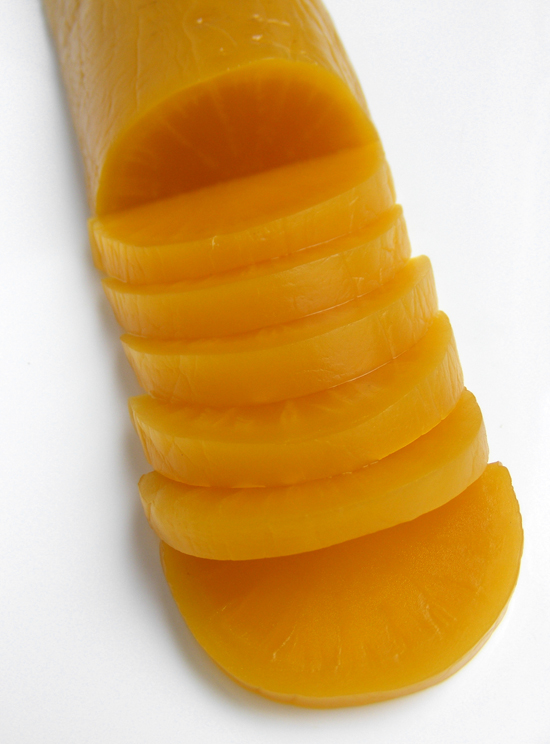
Takuan (daikon marynowany)
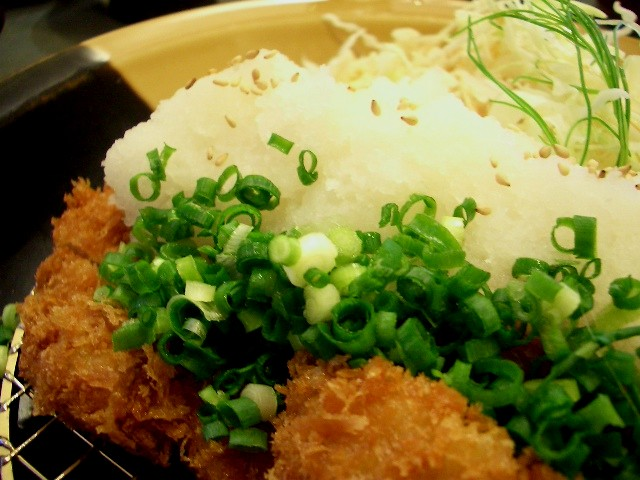
Tonkatsu z utartym daikonem
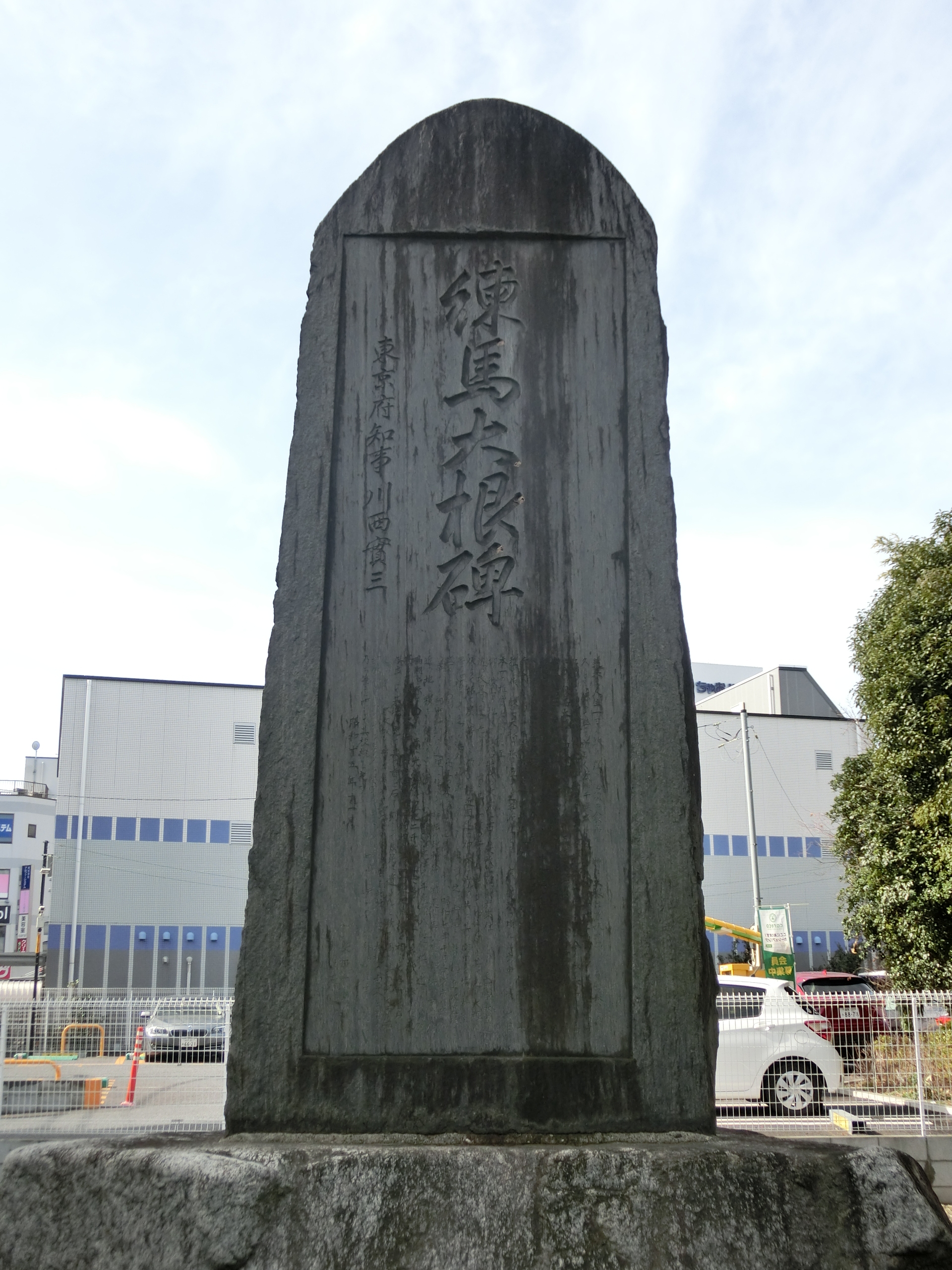
Pomnik wdzięczności
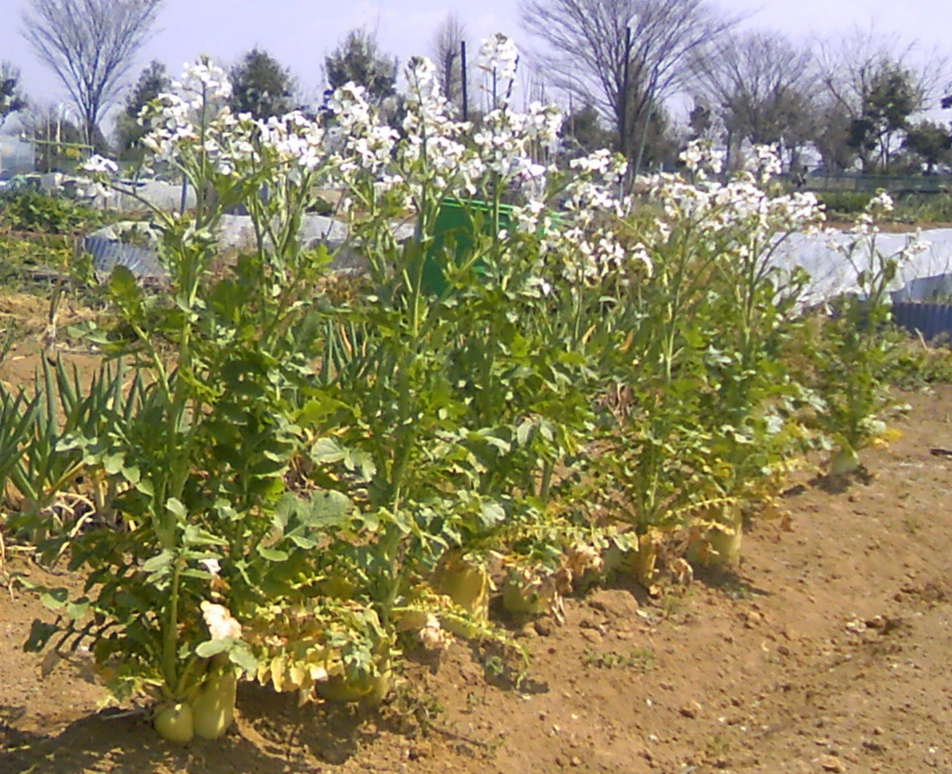
W czasie kwitnienia
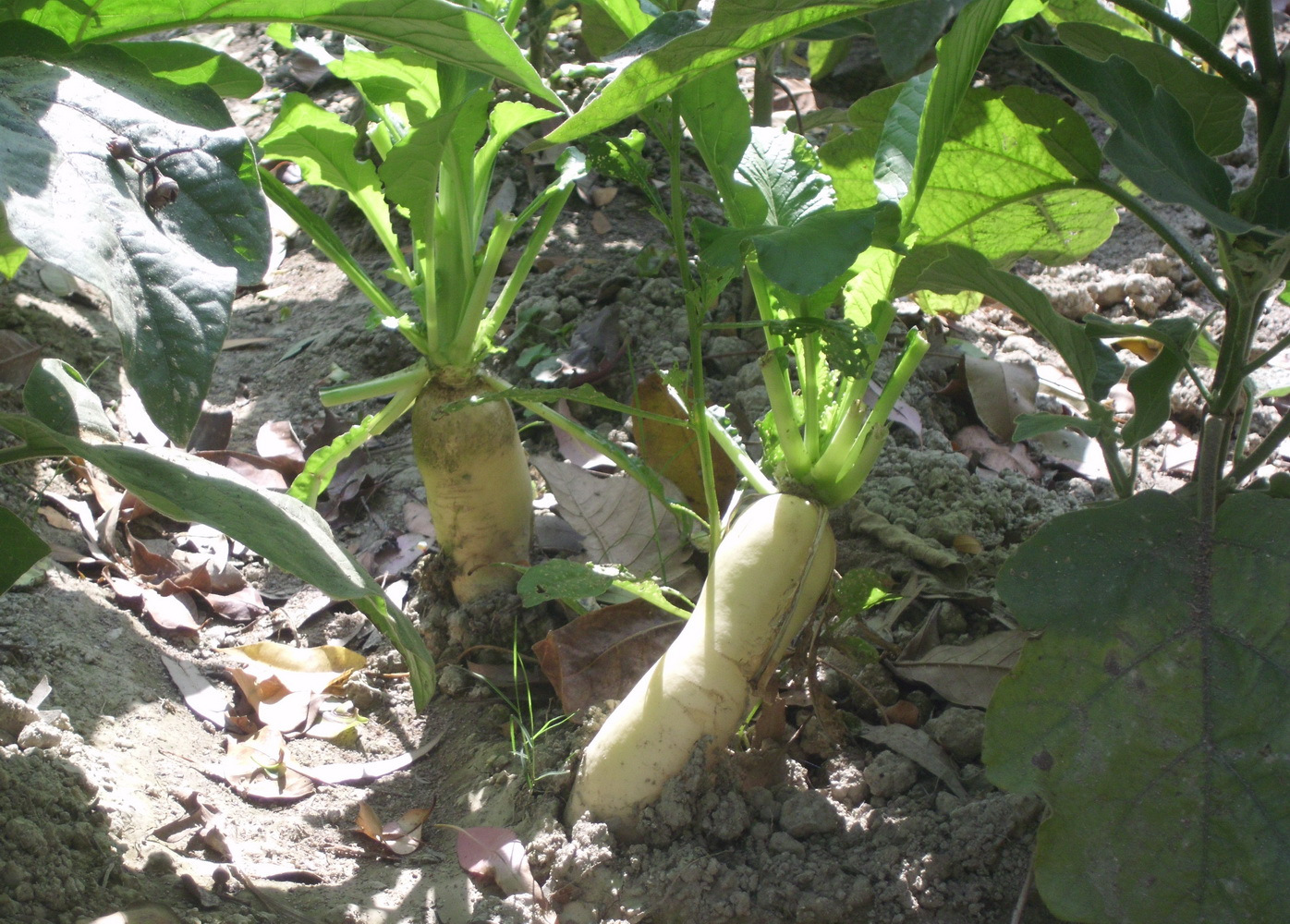
Na polu
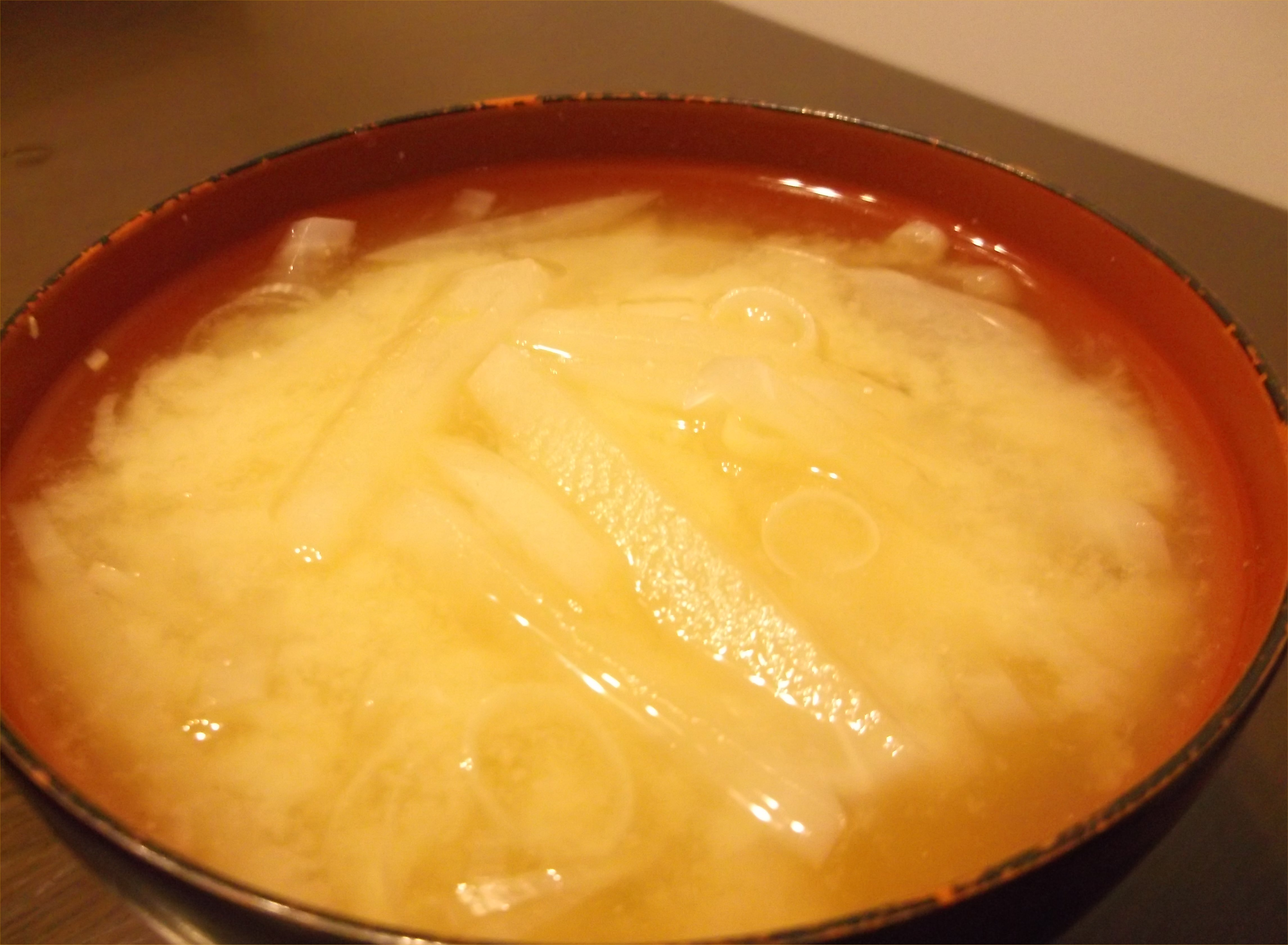
Zupa miso z daikonem